# کارلوس رائول ویلانوئوا
 کارلوس رائول وییانوئبا (انگلیسی: Carlos Raúl Villanueva؛ ۳۰ مهٔ ۱۹۰۰ – ۱۶ اوت ۱۹۷۵) یک معمار برجستهٔ اهل ونزوئلا بود. وی به عنوان یکی از معماران مشهور سبک بین‌المللی شناخته می‌شود.

## نگارخانه

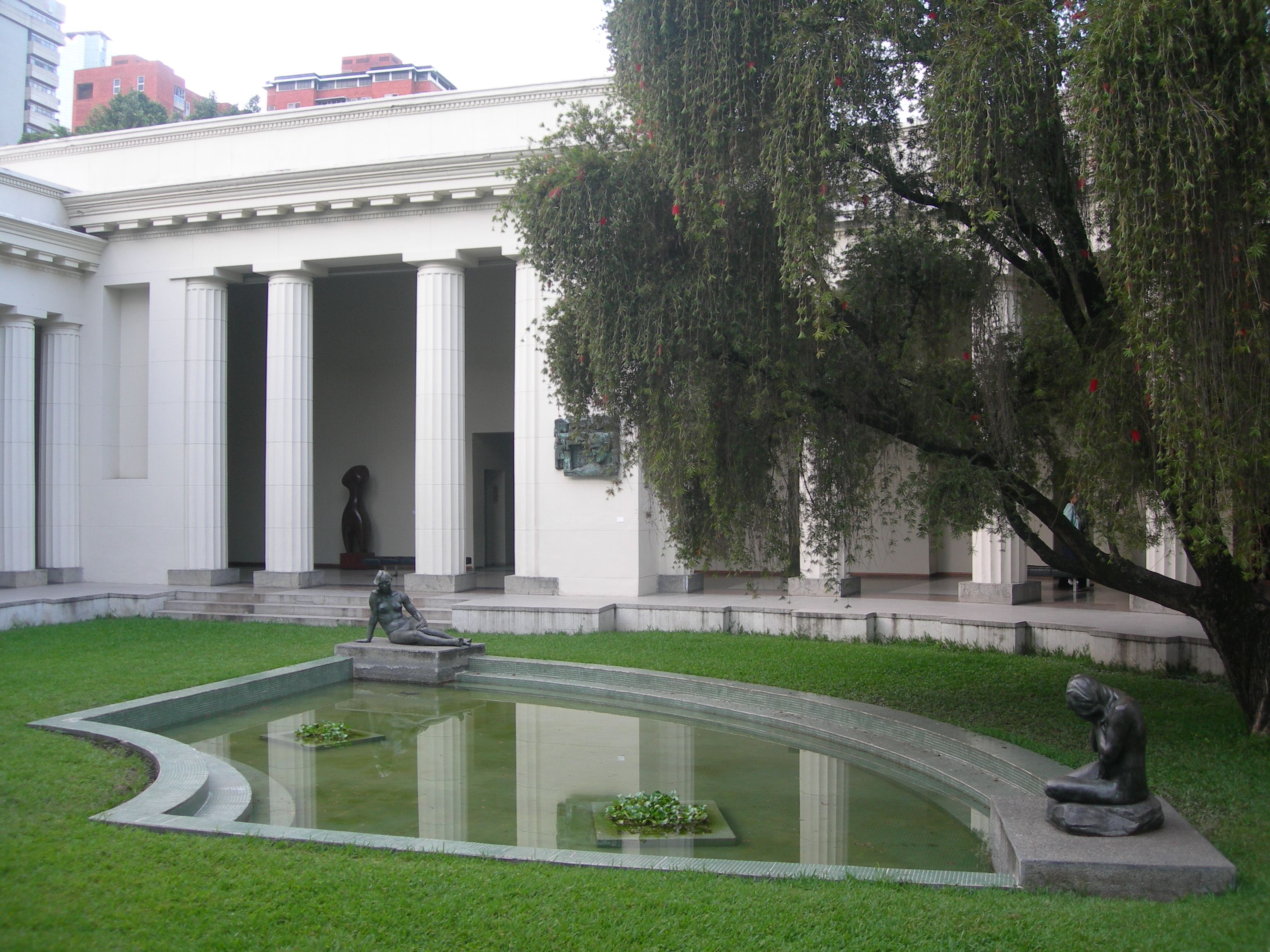
موزه هنرهای زیبای کاراکاس
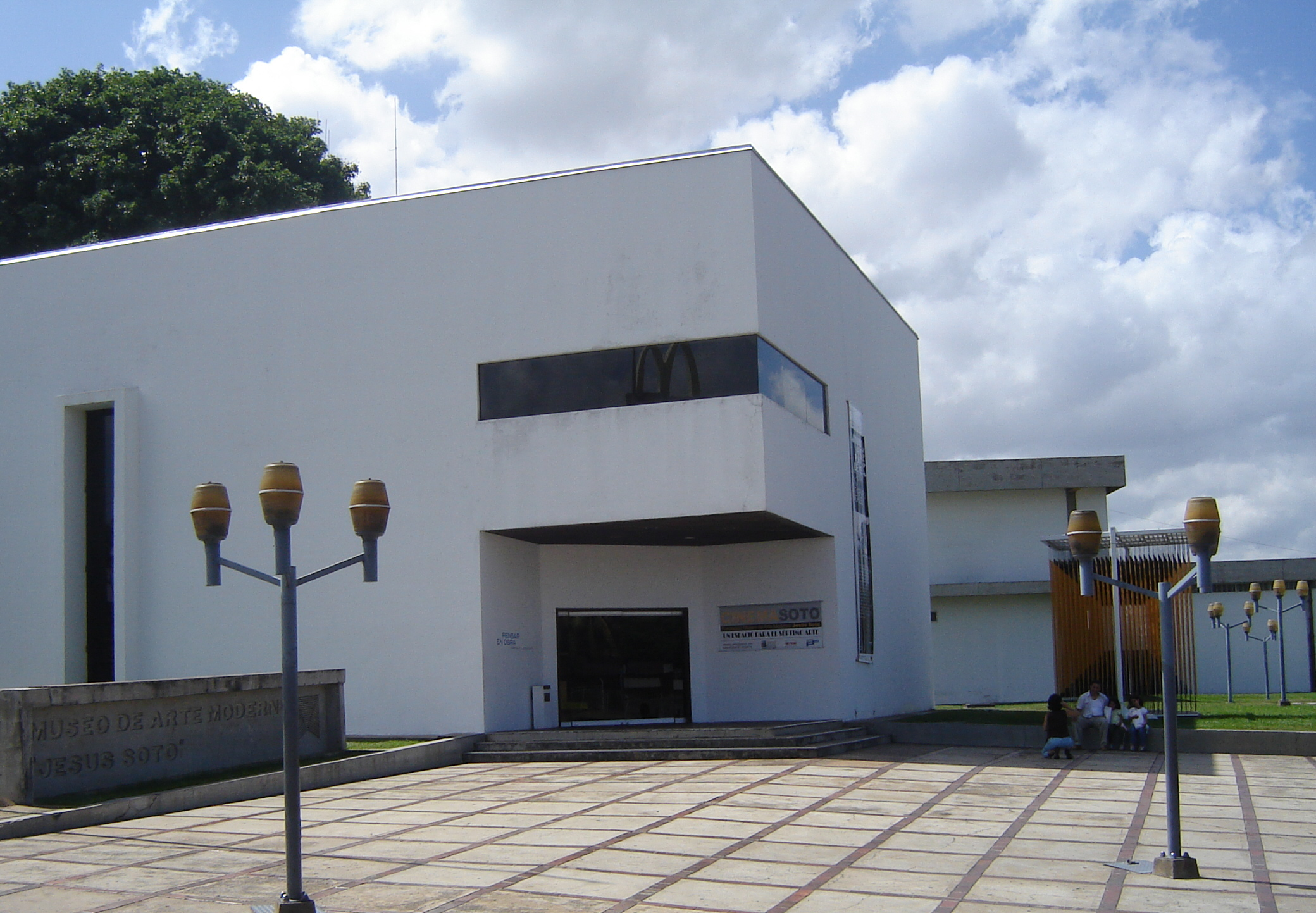
موزه هنرهای معاصر سیوداد بولیوار
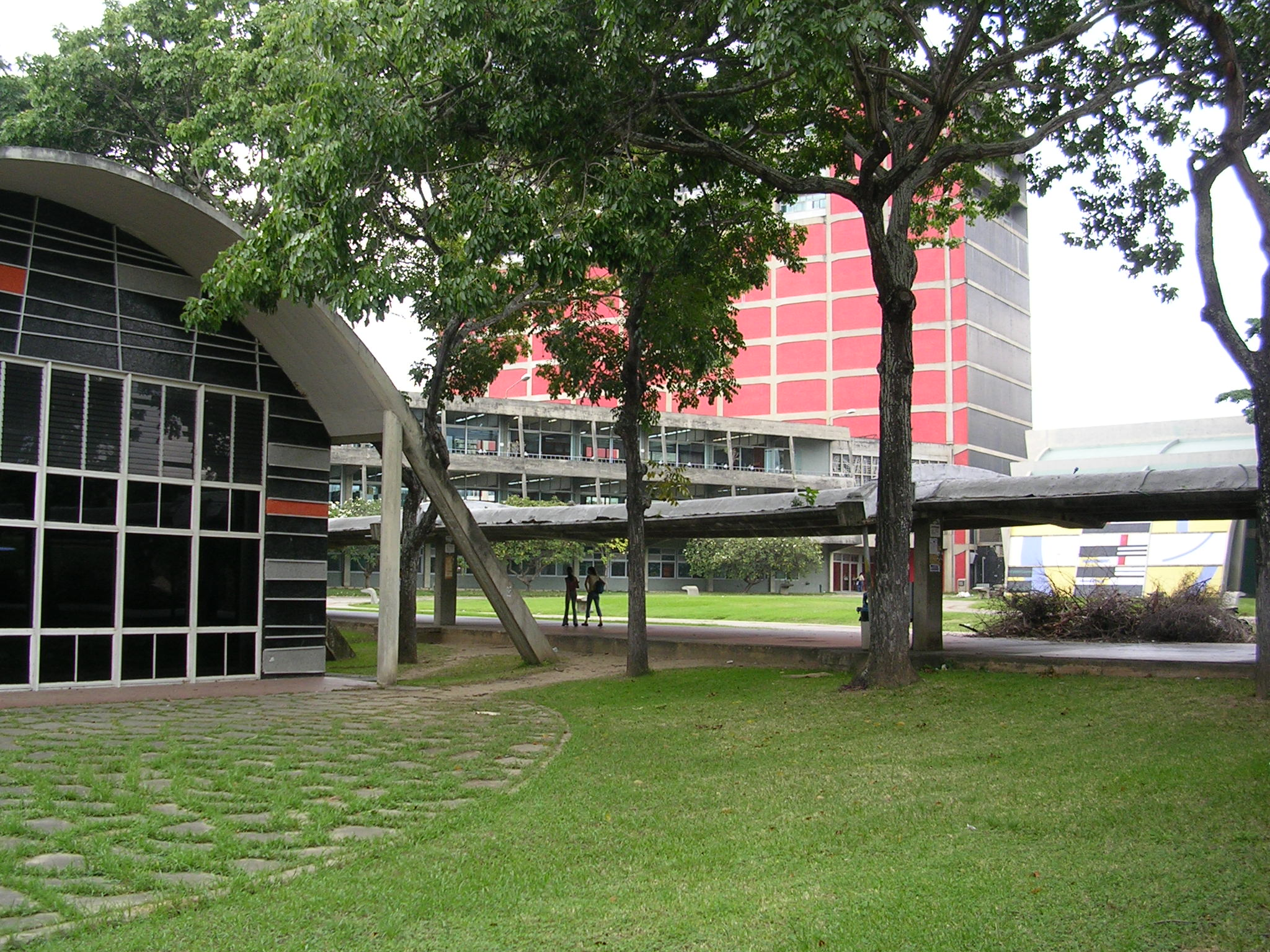
دانشکده مهندسی دانشگاه کاراکاس
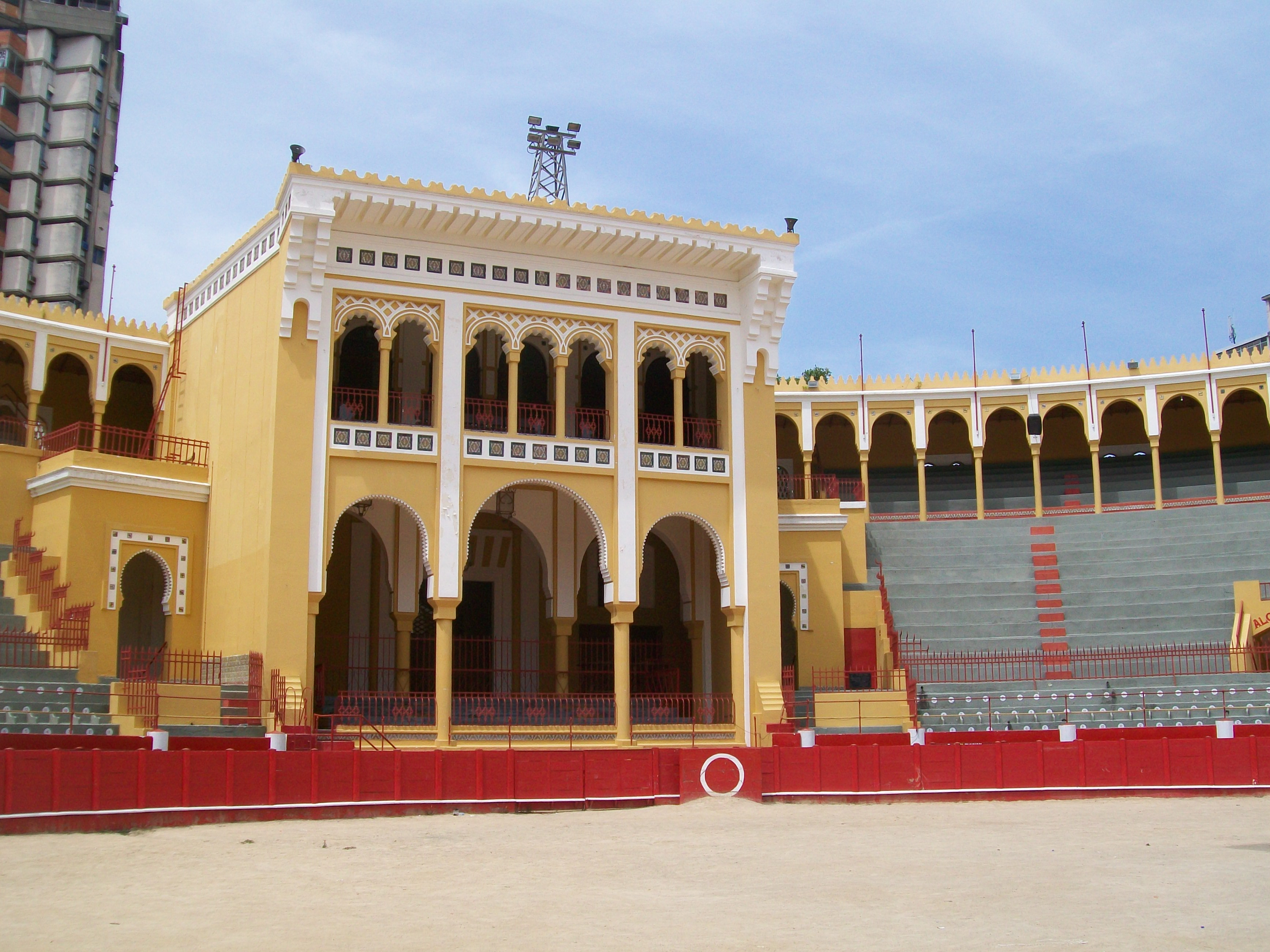
استادیوم گاوبازی تورئو Maestranza César Girón